# Ronil Tubog
Ronil Tubog (ur. 29 stycznia 1993) – filipiński zapaśnik walczący w stylu wolnym. Zajął czternaste miejsce na igrzyskach azjatyckich w 2022. Złoty medalista igrzysk Azji Południowo-Wschodniej w 2023; srebrny w 2019 i 2021. Pierwszy na mistrzostwach Azji Południowo-Wschodniej w 2015; drugi w 2018 i 2022; trzeci w 2017 roku.